# Peltodoris atromaculata
La vacchetta di mare (Peltodoris atromaculata Bergh, 1880) è un mollusco nudibranchio della famiglia Discodorididae.

## Descrizione
Corpo di colore bianco, con macchie di colore bruno-rossastre, inconfondibili, più o meno abbondanti a seconda dell'alimentazione. Rinofori retrattili, dello stesso colore del corpo, ciuffo branchiale anch'esso retrattile, giallastro o biancastro. Dorso ruvido al tatto. Fino a 15 centimetri.

## Biologia

### Alimentazione
Di solito reperibile sulle spugne del genere Petrosia (Petrosia dura, Petrosia ficiformis), di cui si nutre. Spesso reperibile in gruppi di molti individui giovanili, più solitaria negli esemplari più vecchi.
Si nutre inoltre anche di Haliclona fulva, preferita rispetto alla Petrosia.

### Riproduzione
Depone, durante il periodo autunnale, uova in tipiche ovature spiraliformi, gialle o bianche, di circa 5 centimetri di diametro. Una volta schiuse le larve, dotate in questa prima fase di conchiglia, vivono a livello planctonico, per poi perdere la conchiglia nella successiva fase di sviluppo prima di iniziare vita bentonica.

## Distribuzione e habitat
La specie è endemica del mar Mediterraneo; vive su pareti rocciose anche a poca profondità.